# A Brief Crack of Light
A Brief Crack of Light è il tredicesimo album in studio del gruppo musicale nordirlandese Therapy?, pubblicato nel 2012.

## Tracce
1. Living in the Shadow of the Terrible Thing – 3:55
2. Plague Bell – 4:11
3. Marlow – 4:36
4. Before You, With You, After You – 3:32
5. The Buzzing – 3:38
6. Get Your Dead Hand off My Shoulder – 4:07
7. Ghost Trio – 5:20
8. Why Turbulence? – 3:33
9. Stark Raving Sane – 2:36
10. Ecclesiastes – 5:42

## Formazione
- Andy Cairns – voce, chitarra
- Neil Cooper – batteria
- Michael McKeegan – basso, voce